# Robert Leonhardt (Skispringer)
Robert Leonhardt (* 28. Juni 1969) ist ein ehemaliger deutscher Skispringer.
1983 wurde Leonhard Deutscher Schülermeister im Spezialsprunglauf, bevor er ein Jahr später 1984 Deutscher Jugendmeister wurde. Am 30. Dezember 1985 gab er in Oberstdorf sein Debüt im Skisprung-Weltcup. Bei der Junioren-Weltmeisterschaft 1986 in Lake Placid gewann Leonhard mit dem Team von der Normalschanze die Goldmedaille, bevor er ein Jahr später in Asiago die Silbermedaille gewann. Am 3. Dezember 1989 konnte er in Thunder Bay mit dem 14. Platz erstmals zwei Weltcup-Punkte gewinnen. Eine Woche später konnte er in Lake Placid erneut einen Weltcup-Punkt gewinnen und beendete mit diesen drei Punkten die Saison 1989/90 auf dem 52. Platz in der Weltcup-Gesamtwertung. 1991 beendete Leonhart seine aktive Skisprungkarriere, nachdem er keinerlei vordere Platzierungen mehr erzielen konnte.